# الکس گرینوود
الکس گرینوود (انگلیسی: Alex Greenwood (footballer, born 1993)؛ زادهٔ ۷ سپتامبر ۱۹۹۳) یک بازیکن فوتبال اهل بریتانیا است. وی بازیکن تیم ملی انگلیس وبازیکن تیم بانوان منچستر سیتی است. الکس گرینوود یک مدافع مستحکم و منعطف است که توانایی بازی به عنوان مدافع میانی و همچنین مدافع چپ را دارد. گرینوود بیش از 200 بازی برای باشگاه‌ها و کشورش انجام داده است و یکی از محبوب‌ترین فوتبالیست‌های زن در انگلستان است. الکس گرینوود 7 قهرمانی مهم در باشگاه های خود کسب کرده است. وی در دو جام جهانی برای انگلستان حضور داشته و موفق به کسب مقام سوم و چهارم شده است. 